# (35088) 1990 VU4
(35088) 1990 VU4 es un asteroide perteneciente al cinturón de asteroides descubierto el 15 de noviembre de 1990 por Eric Walter Elst desde el Observatorio de La Silla, Chile.

## Designación y nombre
Designado provisionalmente como 1990 VU4.

## Características orbitales
1990 VU4 está situado a una distancia media del Sol de 2,298 ua, pudiendo alejarse hasta 2,616 ua y acercarse hasta 1,980 ua. Su excentricidad es 0,138 y la inclinación orbital 5,668 grados. Emplea 1272,78 días en completar una órbita alrededor del Sol.

## Características físicas
La magnitud absoluta de 1990 VU4 es 15,7. 